# Rembrandt
För andra betydelser, se Rembrandt (olika betydelser).

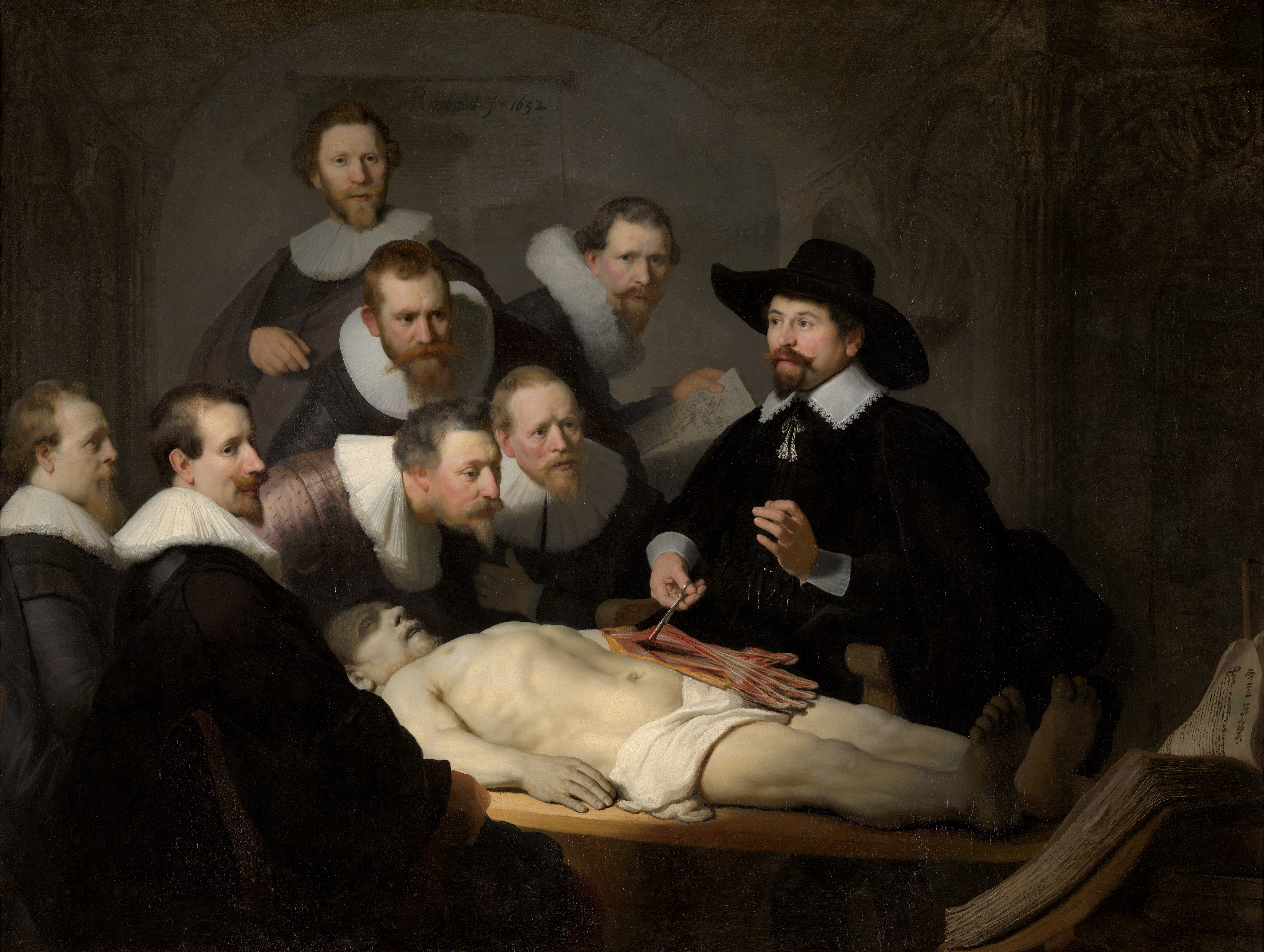
Rembrandt – Doktor Nicolaes Tulps anatomilektion (1632). Mauritshuis, Haag.

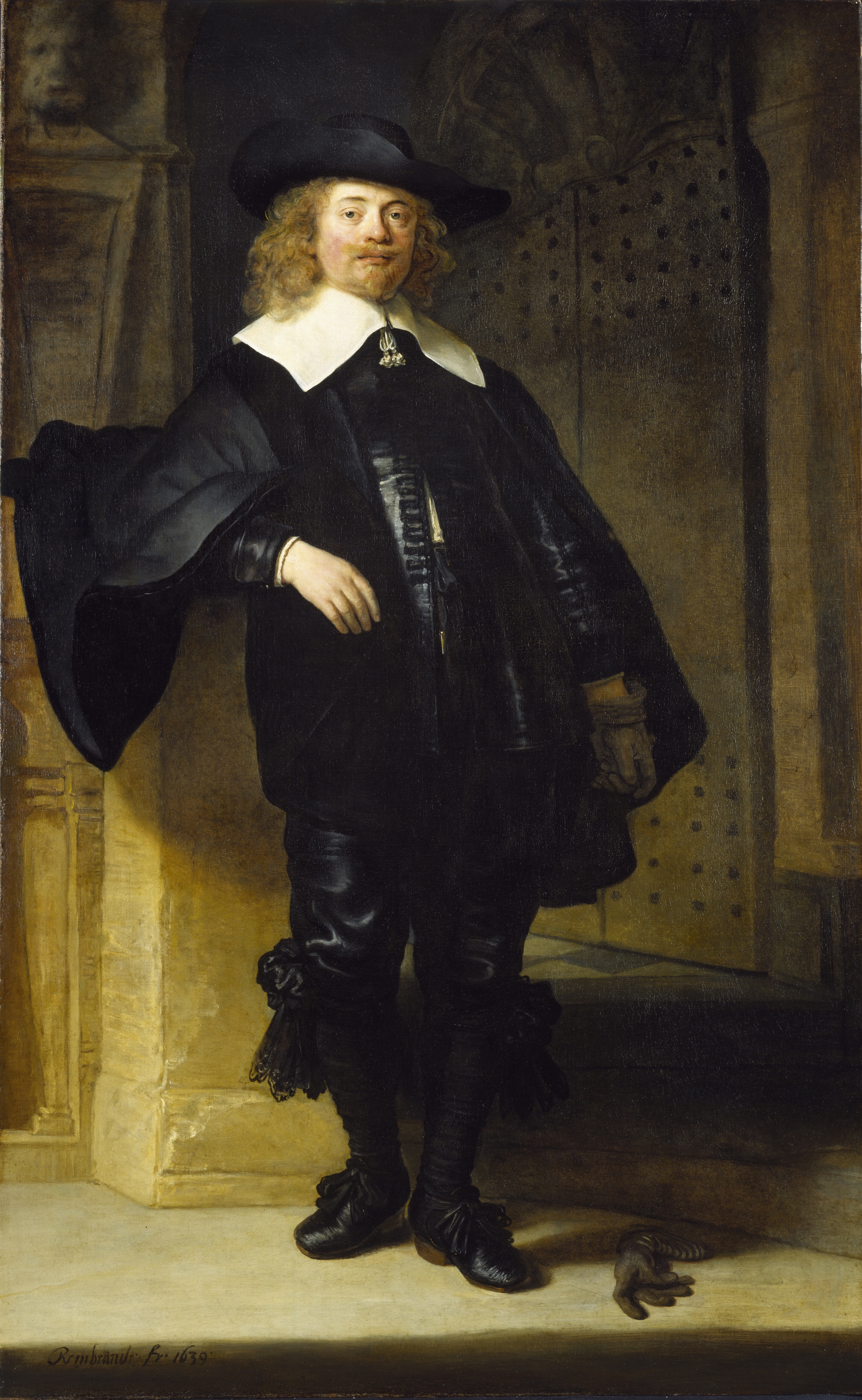
Rembrandt – Andries de Graeff (1639). Schloss Wilhelmshöhe, Kassel.

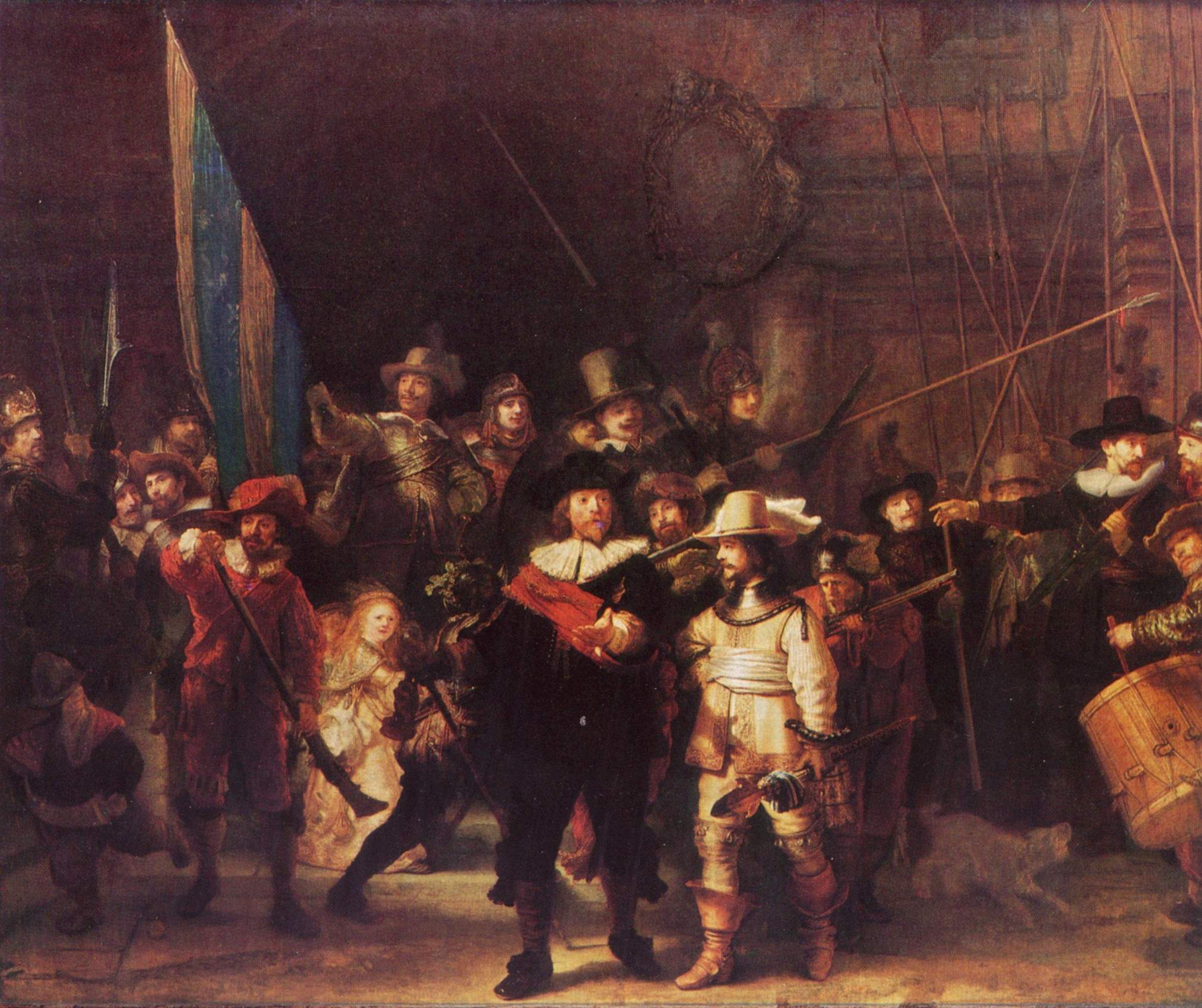
Rembrandt – Nattvakten (1642). Rijksmuseum, Amsterdam.

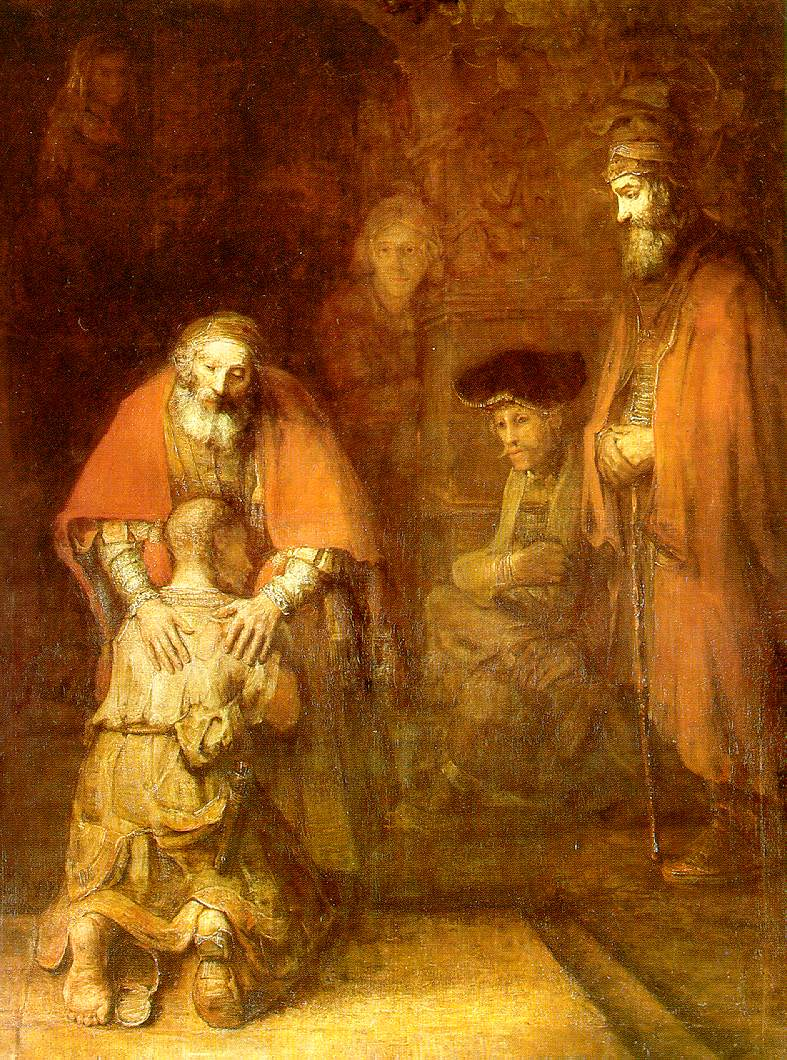
Rembrandt – Den förlorade sonens återkomst (1669). Eremitaget, Sankt Petersburg.

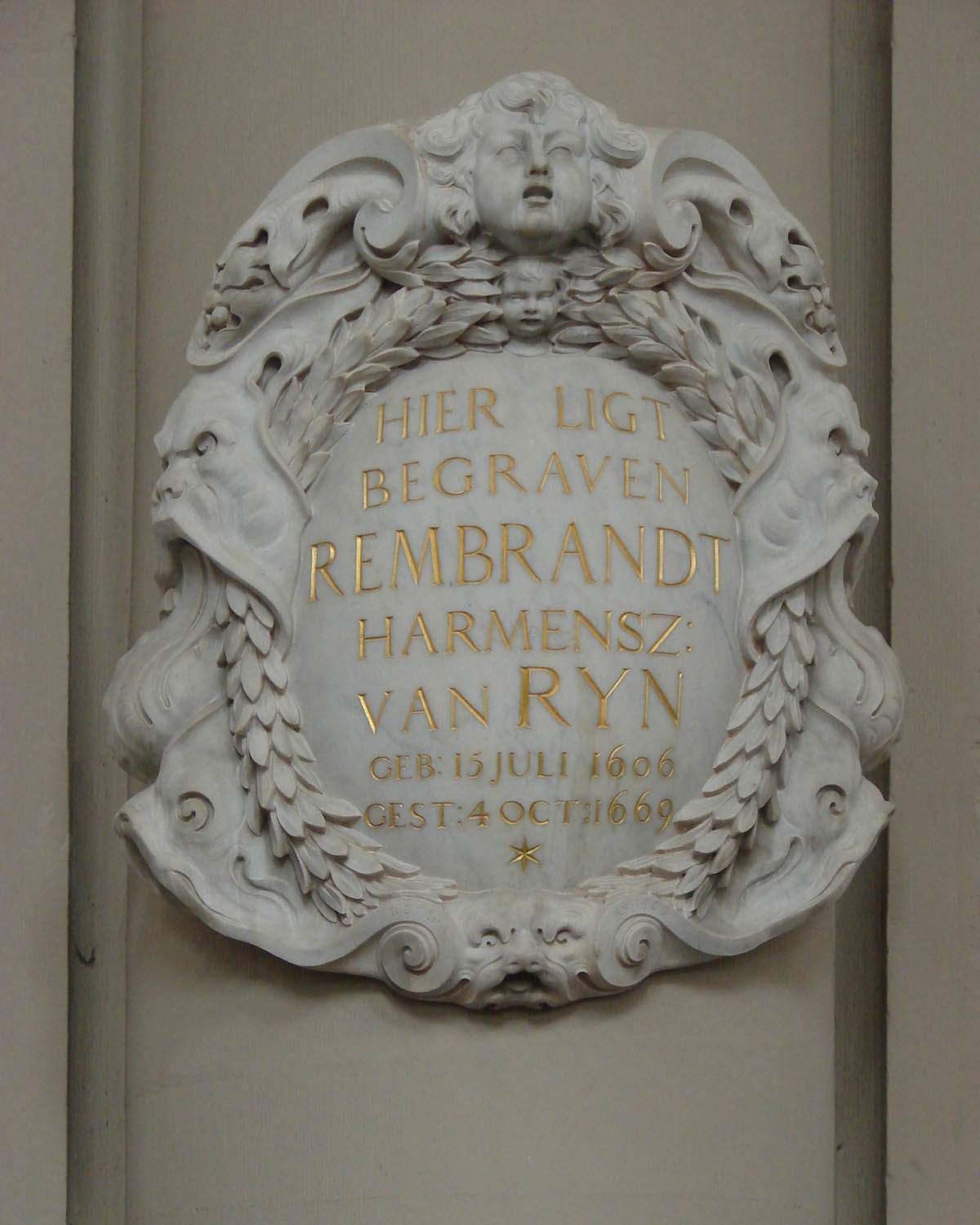
Minnesmärke över Rembrandt i kyrkan Westerkerk, Amsterdam.

Rembrandt Harmenszoon van Rijn, född 15 juli 1606 i Leiden, död 4 oktober 1669 i Amsterdam, var en nederländsk målare, tecknare och grafiker, verksam i Amsterdam. Han anses vara klärobskyrmåleriets mästare.
Rembrandt var gift med Saskia Uylenburgh och fick med henne fyra barn, varav alla utom yngste sonen Titus dog i späd ålder. Efter hustruns död 1642 levde han flera år med Hendrickje Stoffels som han också fick barn med.

## Tidig karriär
Rembrandt var näst yngst av nio syskon. Hans far, Harmen Gerritszoon van Rijn, var mjölnare och hans mor, Neeltgen Willemsdochter van Zuytbrouck, var dotter till en bagare. Som de flesta andra barn i staden Leiden gick Rembrandt från 1612 till 1616 i grundskola, och från 1616 till 1620 i en latinskola som bedrev undervisning i enlighet med Jean Calvins grundsatser. Efter skolan påbörjade han studier vid den filosofiska fakulteten i hemstadens universitet. Han avbröt sina filosofistudier för att utbilda sig till målare. Rembrandt fick sin grundläggande utbildning hos historiemålaren Jacob van Swanenburgh i Leiden och därefter hos Pieter Lastman i Amsterdam. Lastman hade större betydelse för Rembrandts senare utveckling. Under Lastman började Rembrandt med historiemålningar som vid denna tid ansågs som den viktigaste grenen i målarkonsten. Omkring år 1625 etablerade sig Rembrandt som självständig mästare tillsammans med sin vän och kollega Jan Lievens. Rembrandt inledde sin bana med små målningar med bibliska motiv, i vilka kan märkas influenser från Rubens barockmåleri samt chiaroscuro-måleriet hos Caravaggios nederländska efterföljare. Tre år senare skapade han för första gången en etsning och han började även utbilda elever. Rembrandt fick en gynnare i diktaren Constantijn Huygens, som var anställd hos ståthållaren Fredrik Henrik av Oranien. På så sätt fick Rembrandt flera uppdrag. Två av hans målningar köptes av den engelska kronan. Rembrandt flyttade till Amsterdam och arbetade i en verkstad åt konsthandlaren Hendrick van Uylenburgh där framställning av kopior och restaurationer var huvudsysselsättningen. Flera köpmän beställde porträtt hos Rembrandt och för Fredrik Henrik av Oranien skapade han en serie målningar om Jesus lidande.

## Berömmelse
Rembrandt skapade sig berömmelse genom grupporträttet Doktor Nicolaes Tulps anatomilektion (1632). Målningen kännetecknas av en krass naturalism. Dr Nicolaes Tulp är inför sina nyfikna åhörare i färd med att demonstrera hur den muskel fungerar som han just frilagt vid obduktionen av kroppen framför sig. 
Rembrandt var den förste att fastslå att själva färgpåläggningen, ljuset och färgen kan betyda lika mycket som själva motivet. Denna inställning gjorde det möjligt för honom att bryta med kompositionslagarna och skapa nya, baserade på hans stora känslighet.
Rembrandt målade över etthundra självporträtt, och i ett av de första, från 1629, behärskar han helt och hållet ljuset som uttrycksmedel. 1642 utförde han sitt mest berömda verk, Nattvakten (eg. Kapten Banning Cocqs skyttegille). Man trodde länge att det rörde sig om en nattlig scen på grund av omfernissning och länge ackumulerad smuts. Först 1947 fick målningen en ordentlig rengöring. Målningen är enastående i sin lysande färgbehandling och extrema klärobskyr. De holländska skyttegillena hade under 1600-talets första hälft övergått till att vara dryckes- och middagssällskap för herrar. Målaren Frans Hals avporträtterade skyttegillena i Haarlem då de var bänkade runt ett bankettbord. Rembrandt har här i stället valt att skildra gillets medlemmar då de lämnar sitt högkvarter för att delta i en högtidsparad.
Rembrandt hade en virtuos begåvning som porträttmålare, men skall framför allt ha betraktat sig själv som religiös målare. Han utförde under sina sista levnadsår en rad målningar med bibliska motiv, till exempel den varma, innerliga Den förlorade sonens återkomst (1669).
Som etsningskonstens mästare har han givit namn åt Rembrandts etsvätska, även kallat holländskt bad.

## Senare levnadsår
Den 14 juni 1642 dog Rembrandts fru Saskia, vilket förändrade Rembrandts liv i grunden. Hans produktivitet minskade betydligt och han skapade bara några etsningar. Dessutom blev han mer aktiv i rollen som fader, huvudsakligen åt sin son Titus. Rembrandts familjesituation kom att prägla hans konst, till exempel målade han en man som matar sitt barn. Han tog först hjälp av hushållerskan Geertje Dircx och efter hennes svåra sjukdom av den betydligt yngre Hendrickje Stoffels, som även blev Rembrandts älskarinna.
Redan den 5 januari 1639 hade Rembrandt köpt ett hus som i dag är ett museum, Rembrandthuset. För detta ändamål tog han ett lån som han tänkte avbetala under fem till sex år. På grund av den reducerade aktiviteten minskade hans skulder bara obetydligt.
Dessutom uppkom problem med Rembrandts konkubiner. Geertje Dircx anklagade honom 1649 för ett påstått vigsellöfte som enligt henne måste infrias. I rättegången vittnade Hendrickje Stoffels mot Dircx, som därför fick sitta flera år i fängelse i Gouda för falsk anklagelse.
Rembrandt överlämnade 1656 sitt hus till sonen Titus och kort efteråt förklarades han insolvent. Under de följande åren auktionerades huset och hans konstsamling bort. Med dessa pengar var skulderna inte helt täckta och Rembrandt flyttade till ett kvarter för socialt svagare personer. I området levde några av hans vänner som var mennoniter och judar. Rembrandts son Titus och Hendrickje Stoffels startade en konsthandel där han själv 1660 blev sysselsatt.
Rembrandt dog den 4 oktober 1669 i Amsterdam; sex år senare än sin yngsta älskarinna och ett år senare än sonen Titus. Den 8 oktober 1669 begravdes han i kyrkan Westerkerk i centrala Amsterdam.

## Verk i urval
Enligt nyare uppskattningar skapade Rembrandt cirka 350 målningar, cirka 300 etsningar och över 1000 teckningar. Hans huvudämnen var historiemålningar och porträtt, däribland många självporträtt. Rembrandt gjorde bara ett fåtal landskaps- och genremålningar. Endast ett stilleben, målningen Döda påfåglar, är känt.
Rembrandt hade i början RH som monogram vilket han senare ändrade till RHL. Bokstaven L syftade på hemstaden Leiden. När han var 26 år gammal började han underteckna med Rembrant. Först 1633 började han skriva sitt namn Rembrandt, vilket idag är den vedertagna stavningen.
Rembrandt finns representerad vid bland annat Göteborgs konstmuseum och Nationalmuseum i Stockholm. Större samlingar finns på Rijksmuseum i Amsterdam och Eremitaget i Sankt Petersburg.

## Eftermäle
Asteroiden 4511 Rembrandt är uppkallad efter honom.

### Betydelsefulla verk
Se även alfabetisk lista över Rembrandts verk.

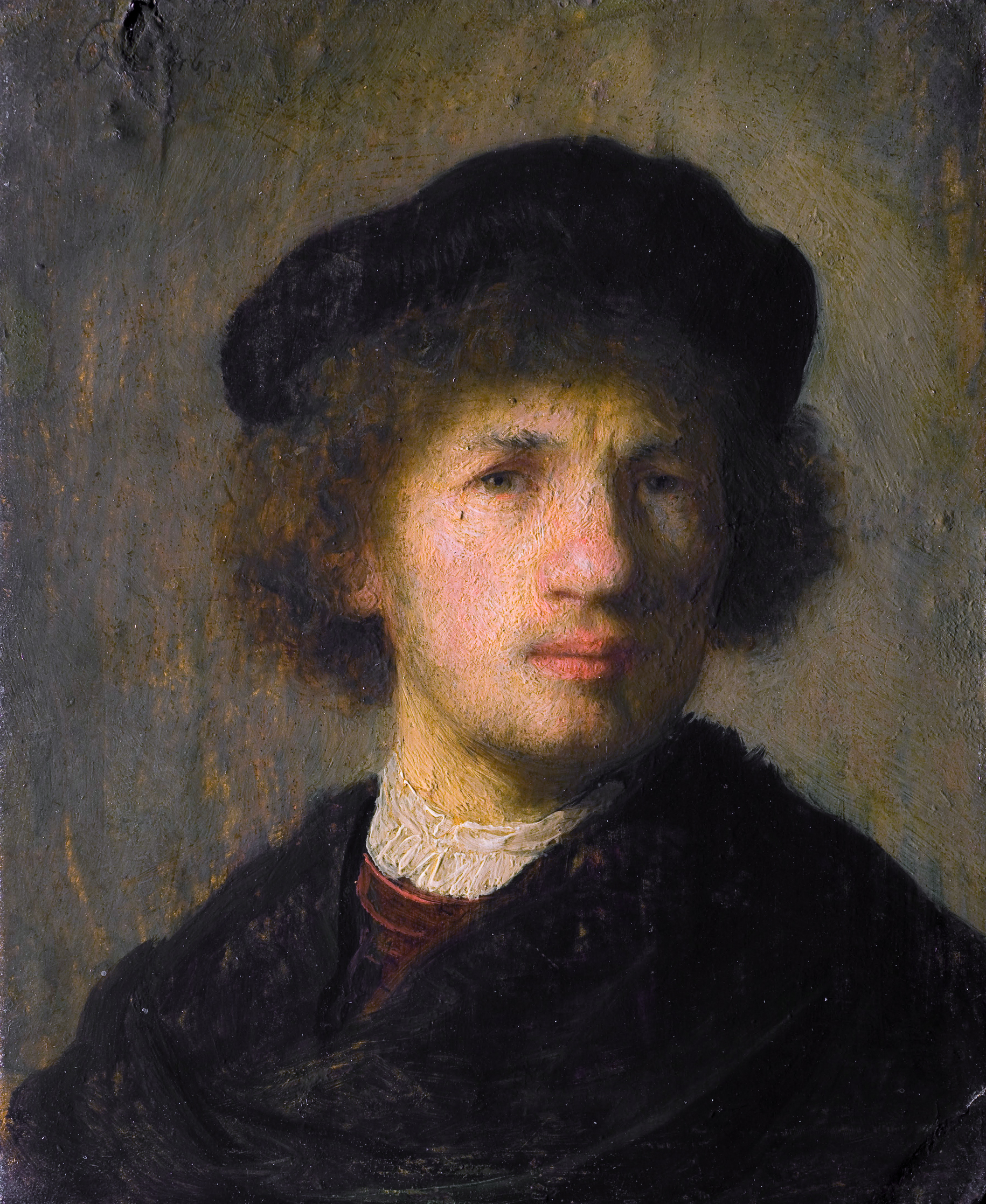
Självporträtt (1629)
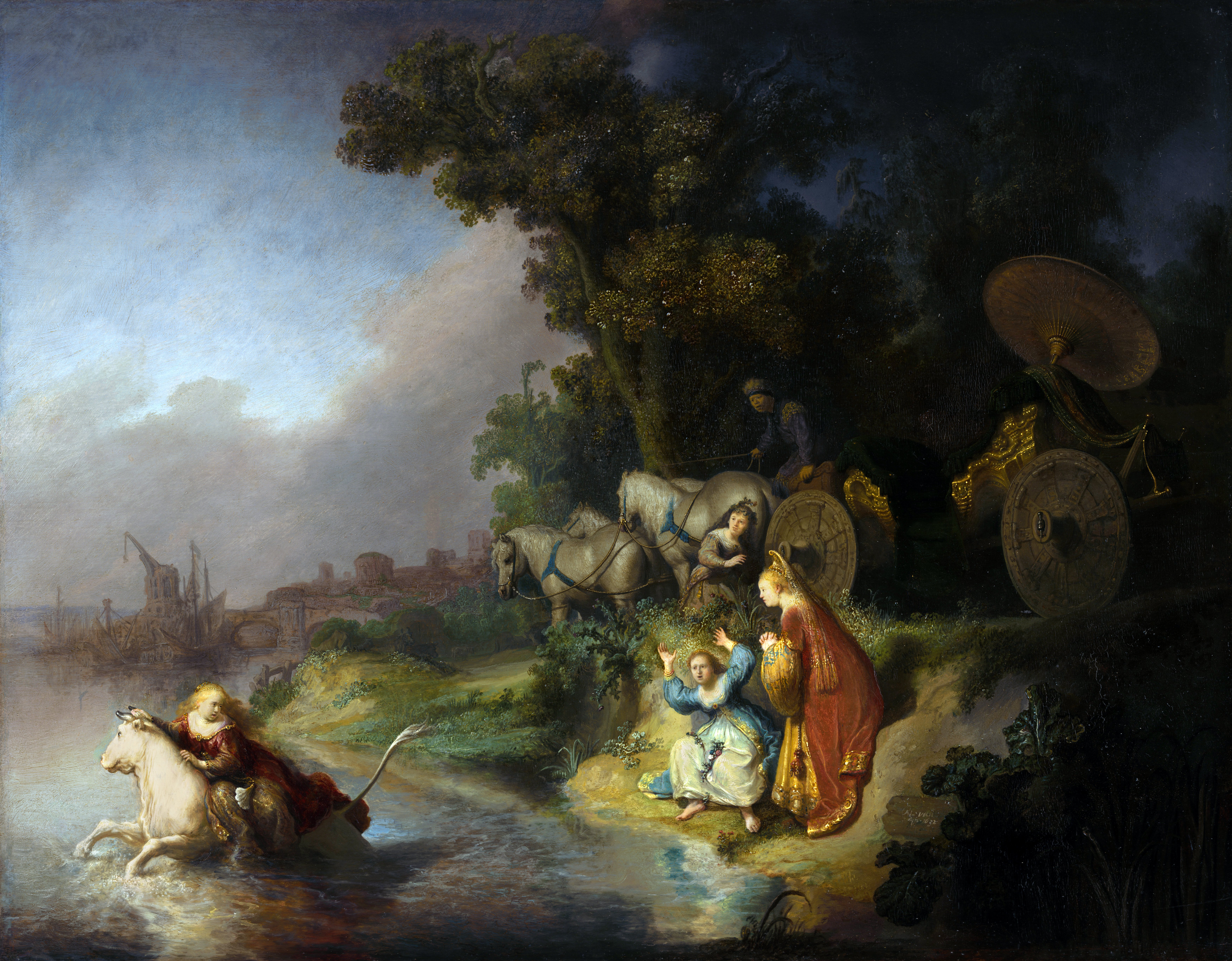
Europas bortrövande (1632)
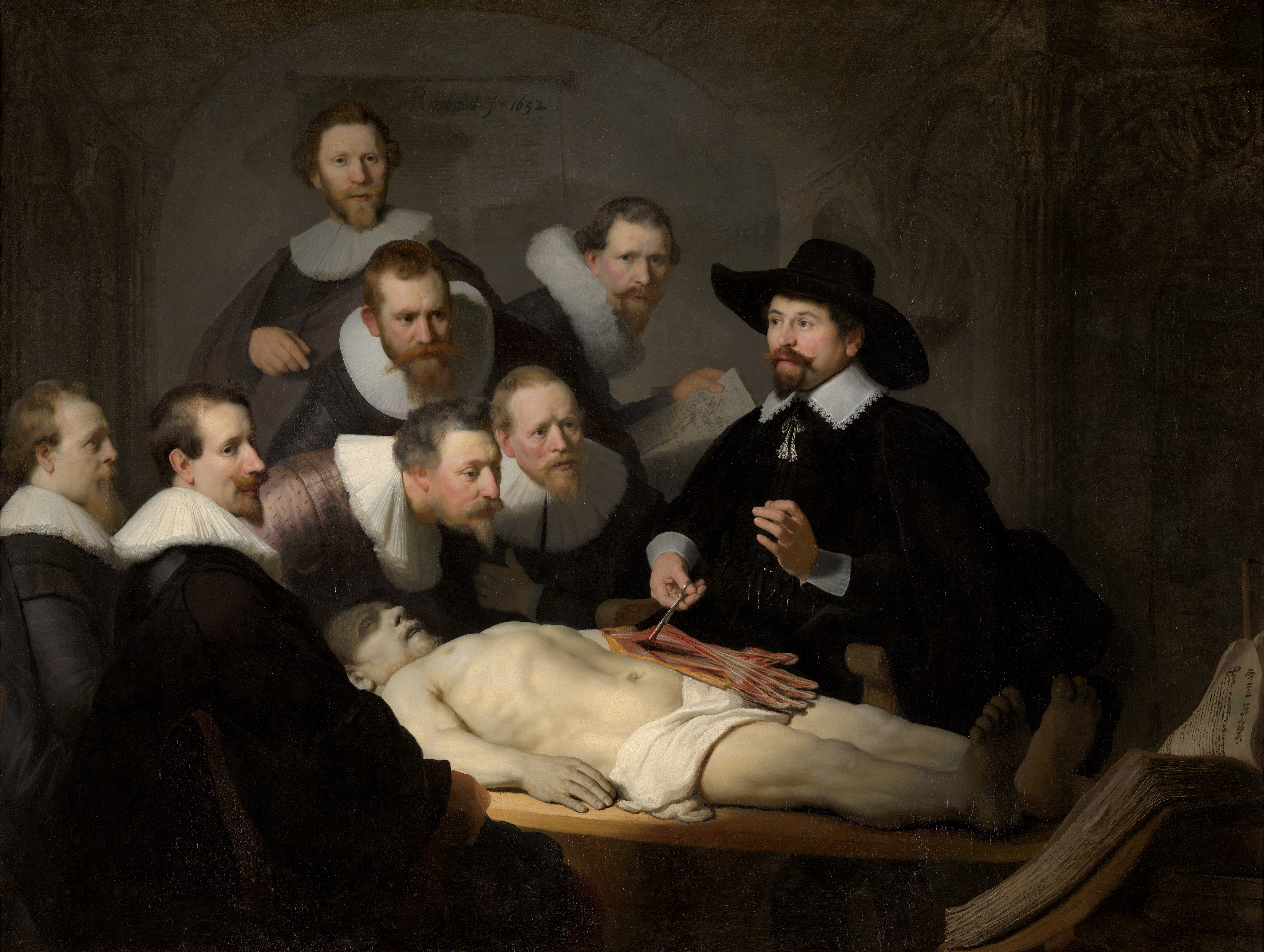
Doktor Nicolaes Tulps anatomilektion (1632)
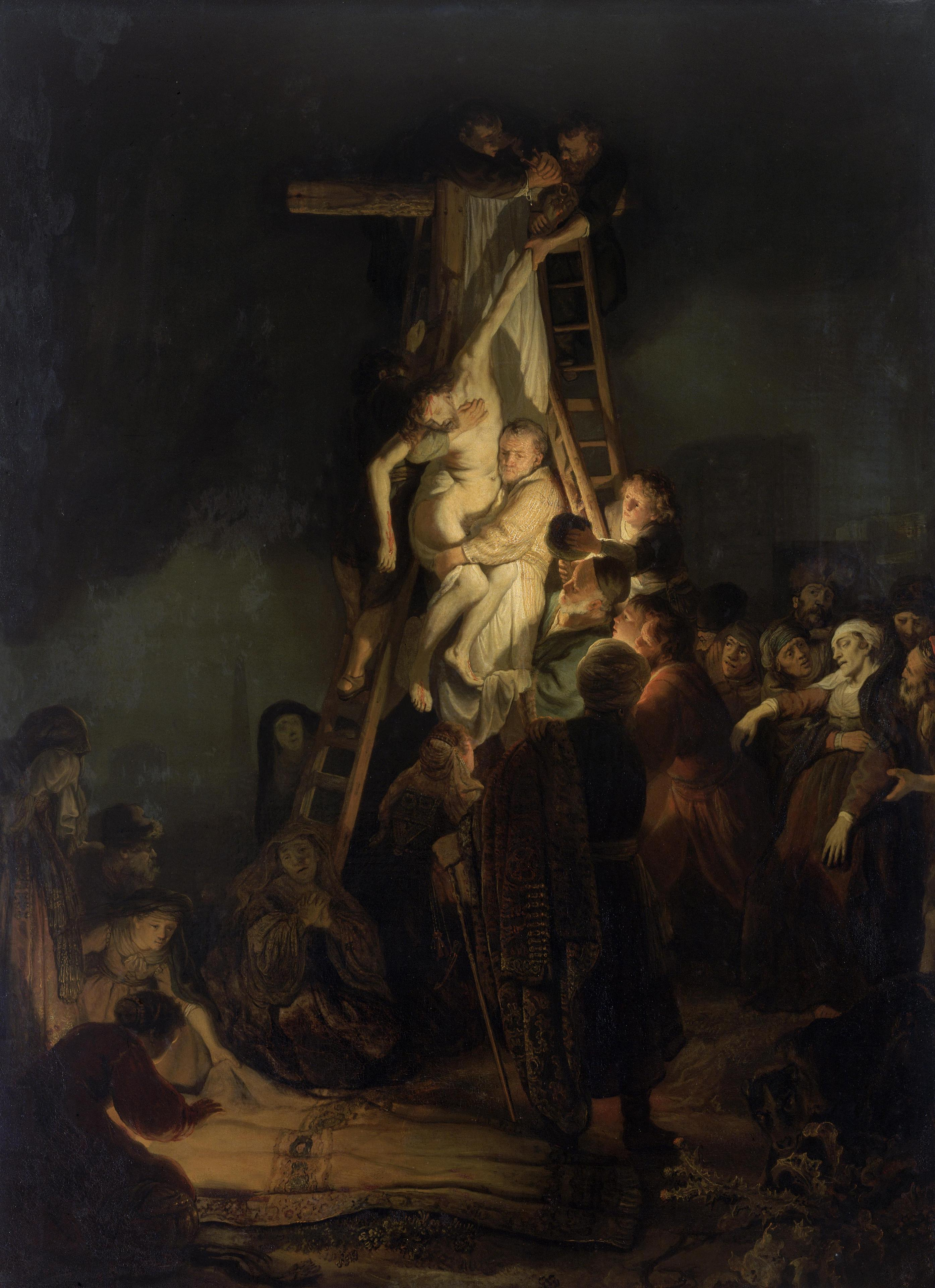
Korsnedtagningen (1634)
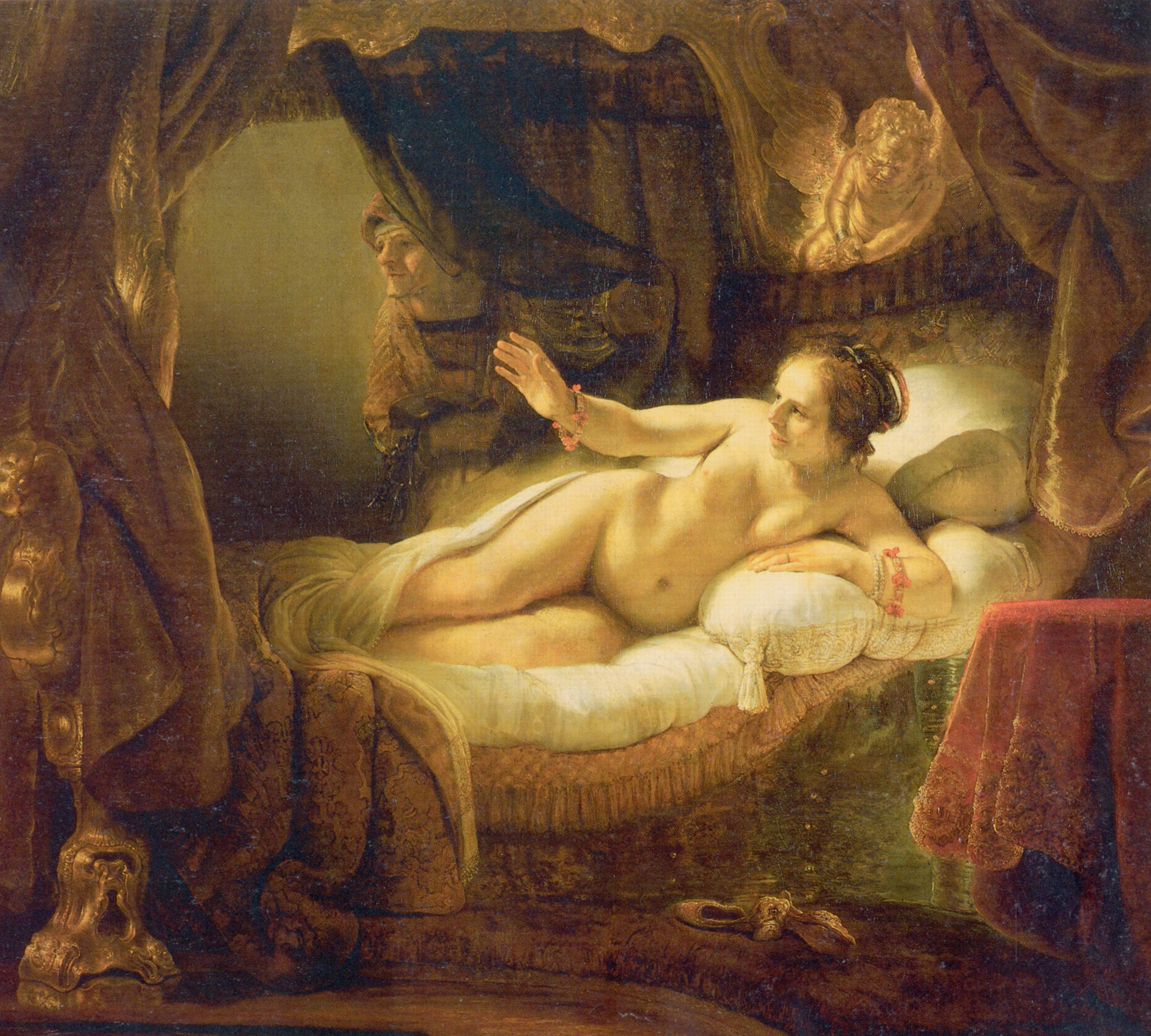
Danaë (1636)
Nattvakten (Kapten Banning Cocqs kompani) (1642)
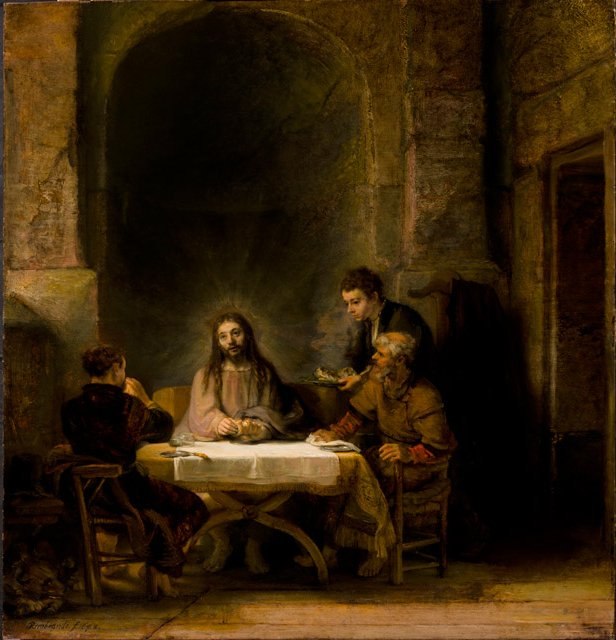
Kvällsvarden i Emmaus (1648)
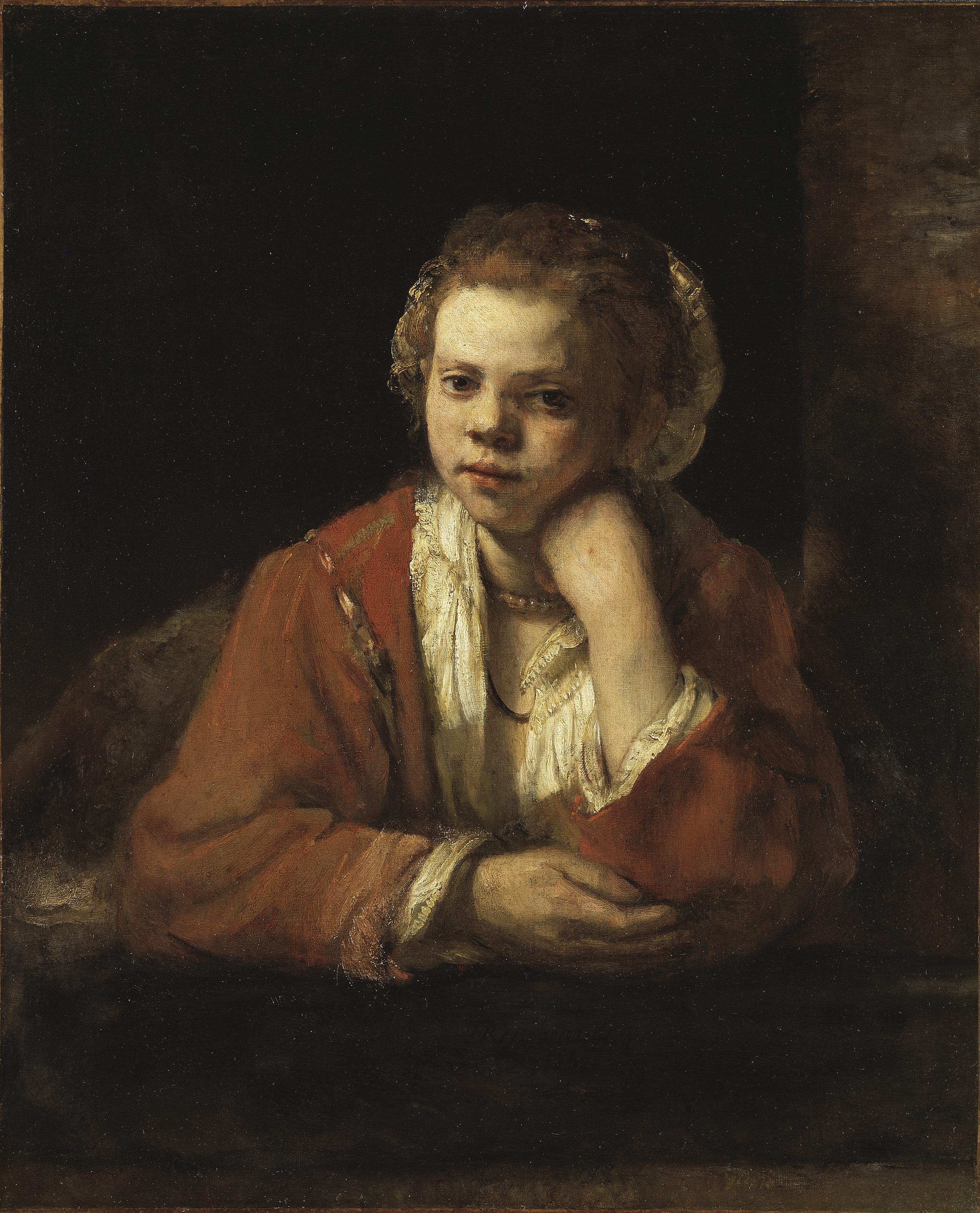
Kökspigan (1651)
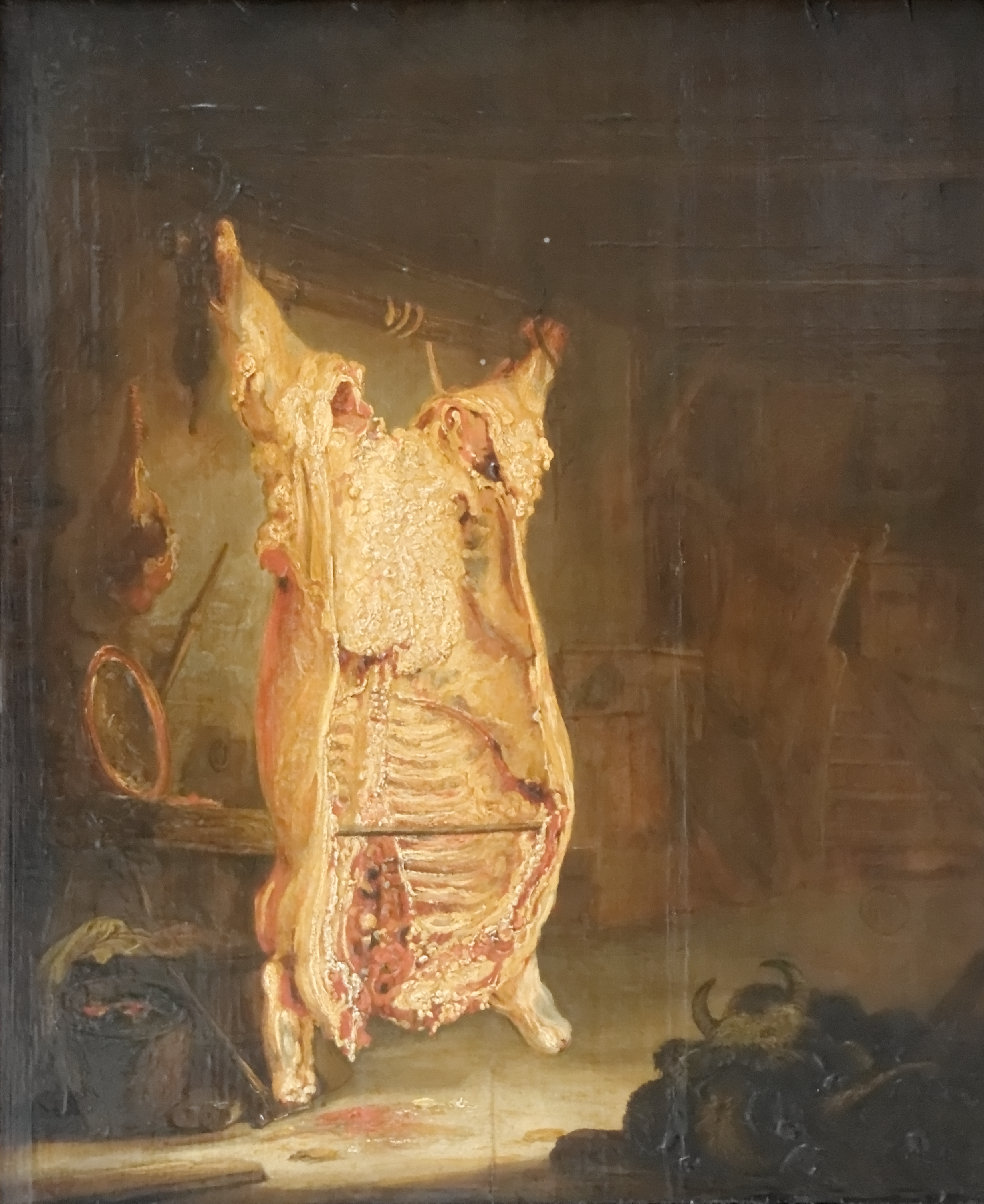
Slaktad oxe (1655)
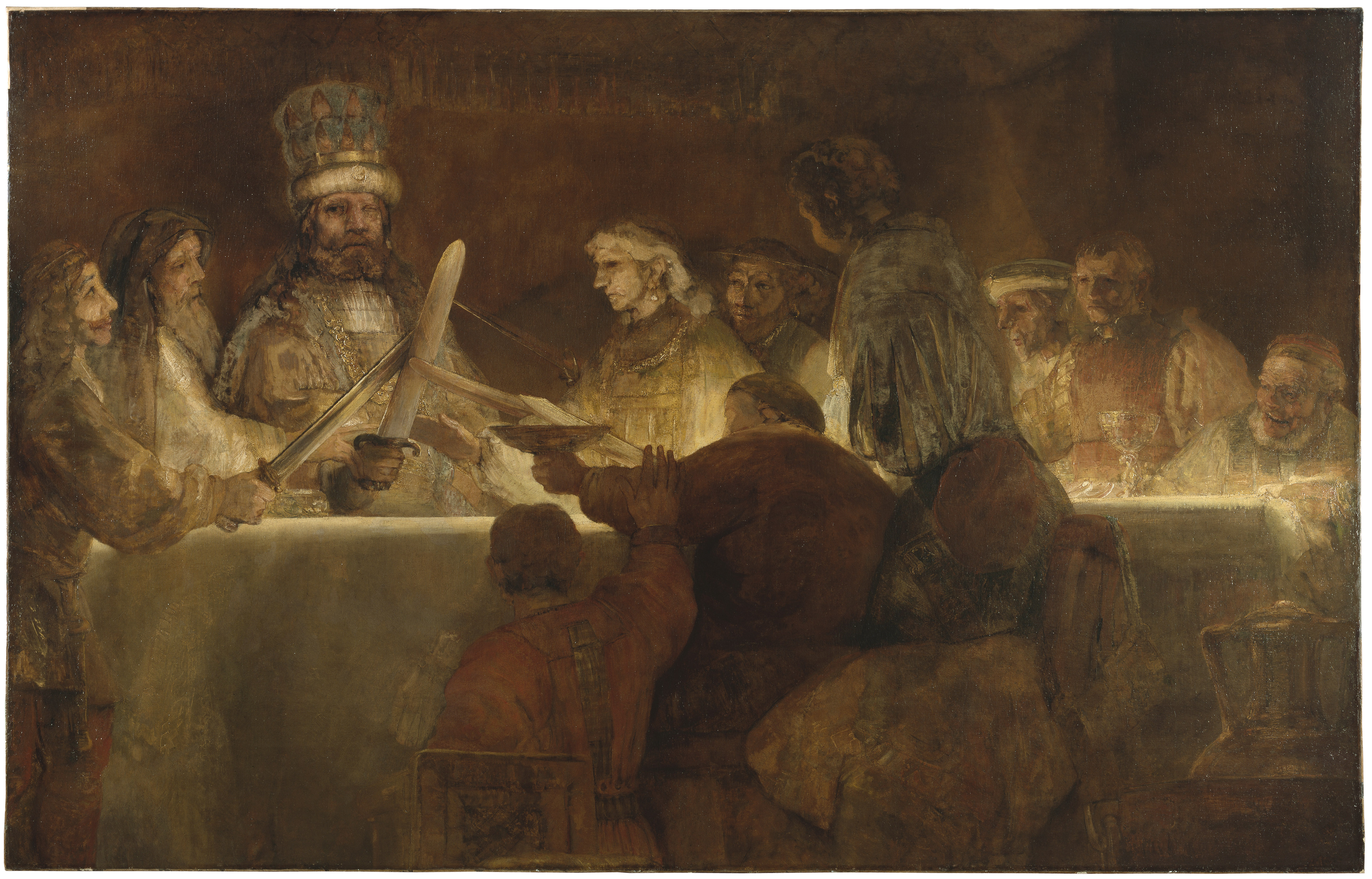
Batavernas trohetsed (1661)
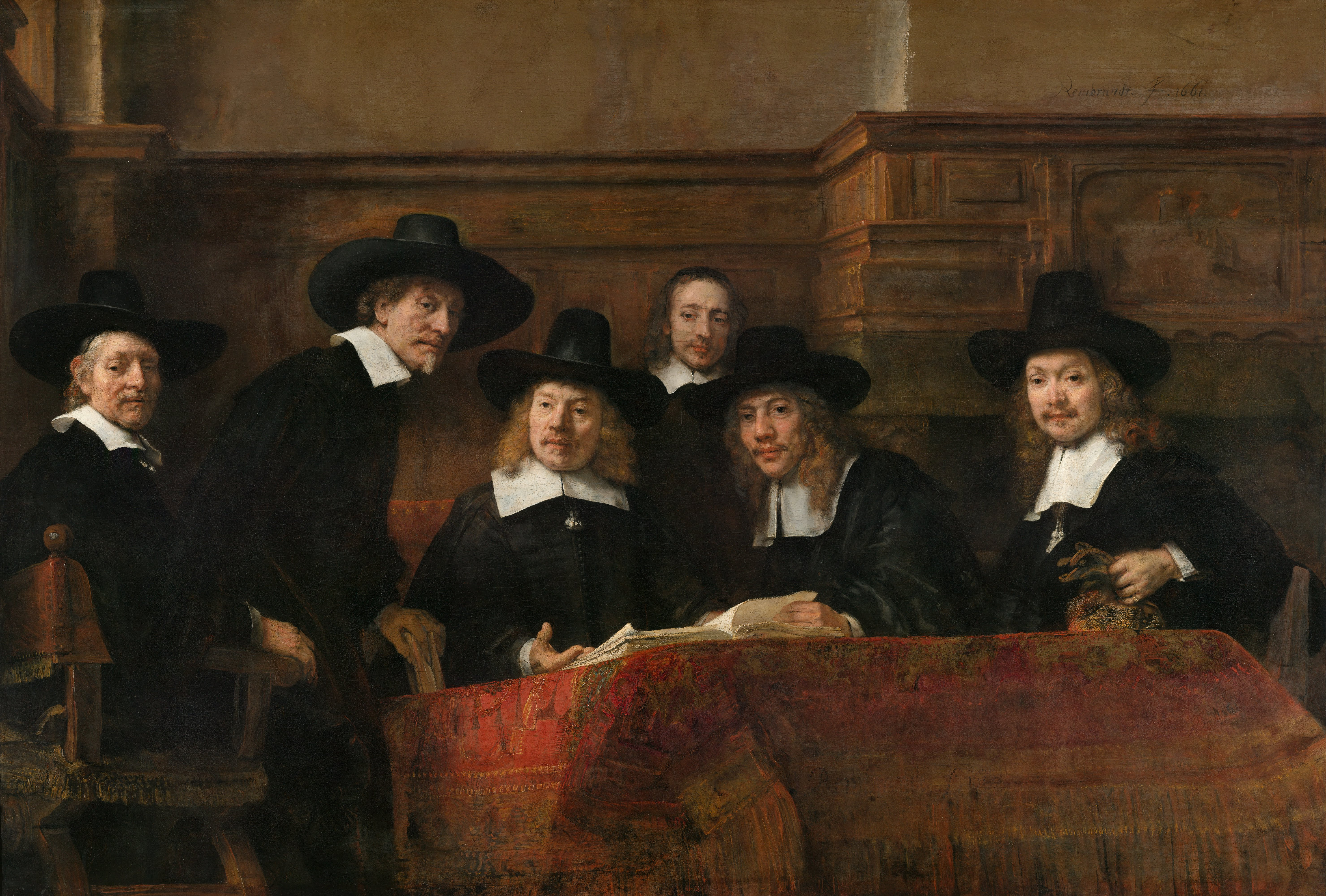
Klädesvävarskråets föreståndare i Amsterdam (1662)
Den förlorade sonens återkomst (1669)